# Sisco (ruisseau)
Pour les articles homonymes, voir Sisco (homonymie).
Le ruisseau de Sisco est un petit fleuve côtier français du département de la Haute-Corse, en région Corse, qui se jette dans la mer Tyrrhénienne à l'est du cap Corse.

## Géographie
D'une longueur de 6,5 kilomètres,

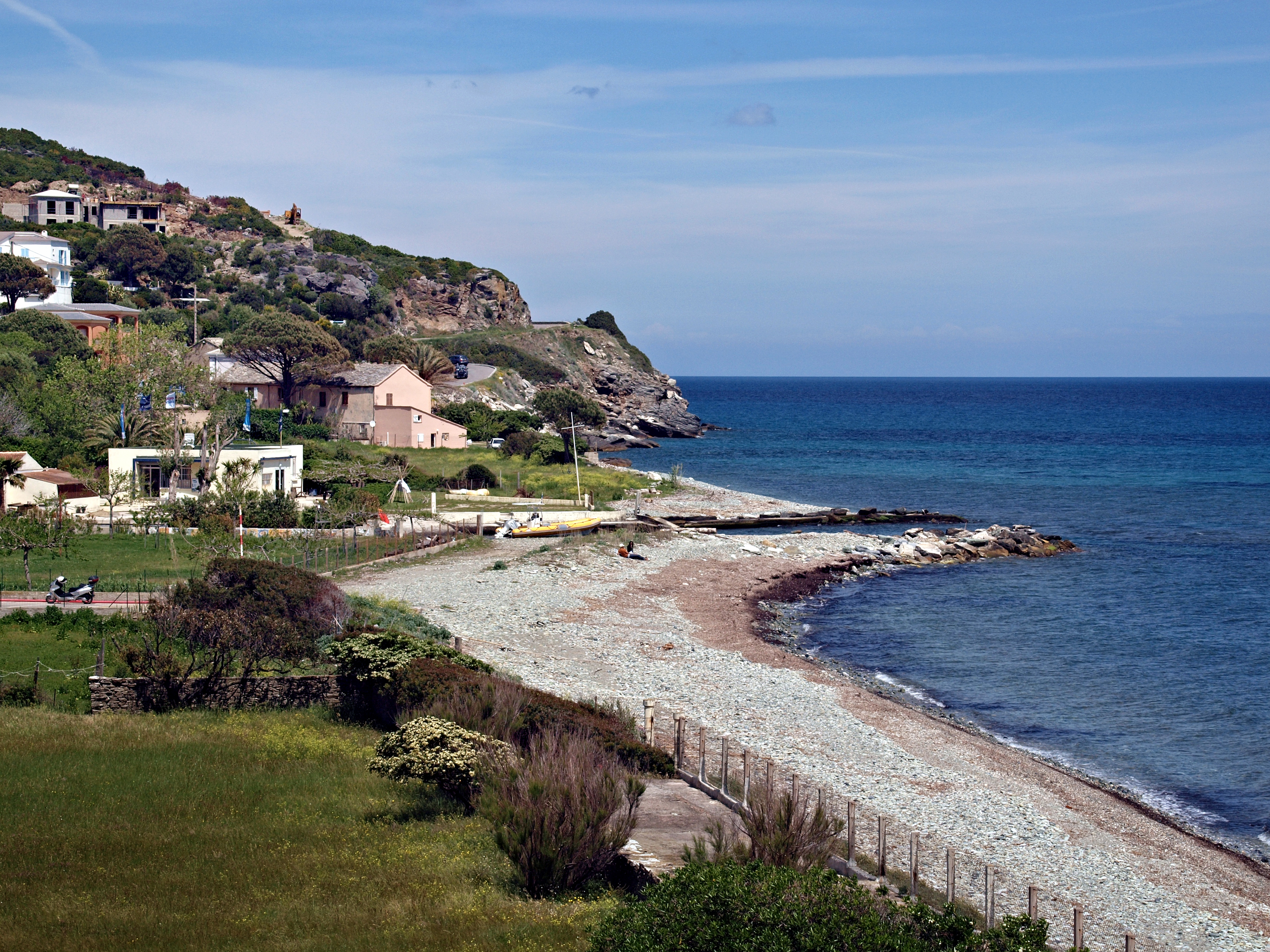
L'embouchure du Sisco et la marine au sud

le ruisseau de Sisco prend sa source sur la commune de Sisco à 660 mètres d'altitude et s'appelle aussi le Guado a l'Alzi en cette partie haute.
Il coule globalement de l'ouest vers l'est.
Il a son embouchure sur la même commune de Sisco, à 0 mètres d'altitude.
Les cours d'eau voisins sont le Poggiolo au sud et au nord le ruisseau de Pietracorbara

### Communes et cantons traversés
Dans le seul département de la Haute-Corse, le ruisseau de Sisco traverse une seule commune et un seul canton :
- dans le sens amont vers aval : (source et embouchure) Sisco

Soit en termes de cantons, le ruisseau de Sisco prend source et a son embouchure dans l'canton de Sagro-di-Santa-Giulia, aujourd'hui le canton du Cap Corse dans l'arrondissement de Bastia.

### Toponyme
Le ruisseau de Sisco a donné son hydronyme à la commune de Sisco (ou inversement).

### Bassin versant
Le Sisco traverse une seule zone hydrographique « Côtiers du ruisseau de Poggiolo inclus au ruisseau de Pietracorbara inclus » (Y740) de 88 km2 de superficie. 

### Organisme gestionnaire
L'organisme gestionnaire est le Comité de bassin de Corse, depuis la loi corse du 22 janvier 2002.

## Affluents
Le ruisseau de Sisco a sept affluents référencés :
- le Guadillu di Lapidanu (rd[note 1]) 1,1 km, sur la seule commune de Sisco.
- le ruisseau de Porcili ou ruisseau de Panconcelu en partie haute (rd) 3 km, sur les deux commune de Sisco et Brando avec un affluent :
  - * le ruisseau de Cipriaca ou ruisseau de Petricaje en partie haute (rg) 2,6 km environ, sur la seule commune de Sisco[note 2].

- le ruisseau de Pietratenna (rd) 1,3 km, sur la seule commune de Sisco.
- le ruisseau de Botru (rd) 1,6 km, sur la seule commune de Sisco.
- le ruisseau de Castagni (rd) 1 km, sur la seule commune de Sisco.
- le ruisseau de Canavaggia (rd) 1 km, sur la seule commune de Sisco.
- le ruisseau de l'Eghiglione (rd) 1,6 km, sur les deux commune de Sisco et Brando.

Géoportail ajoute cinq autres affluents en rive gauche :
- le ruisseau de Prunetto (rg) 1 km environ, sur la seule commune de Sisco.
- le ruisseau de Campo Violo (rg) 1 km environ, sur la seule commune de Sisco.
- le ruisseau de Luizalci (rg) 1 km environ, sur la seule commune de Sisco.
- le ruisseau de Vadone (rg) 1 km environ, sur la seule commune de Sisco avec un affluent :
  - le ruisseau de Pastricicciale (rd) 1 km environ, sur la seule commune de Sisco.
- le ruisseau de Poraghie (rg) 1 km environ, sur la seule commune de Sisco.

### Rang de Strahler
Donc son rang de Strahler est de trois.

## Aménagements, écologie et tourisme

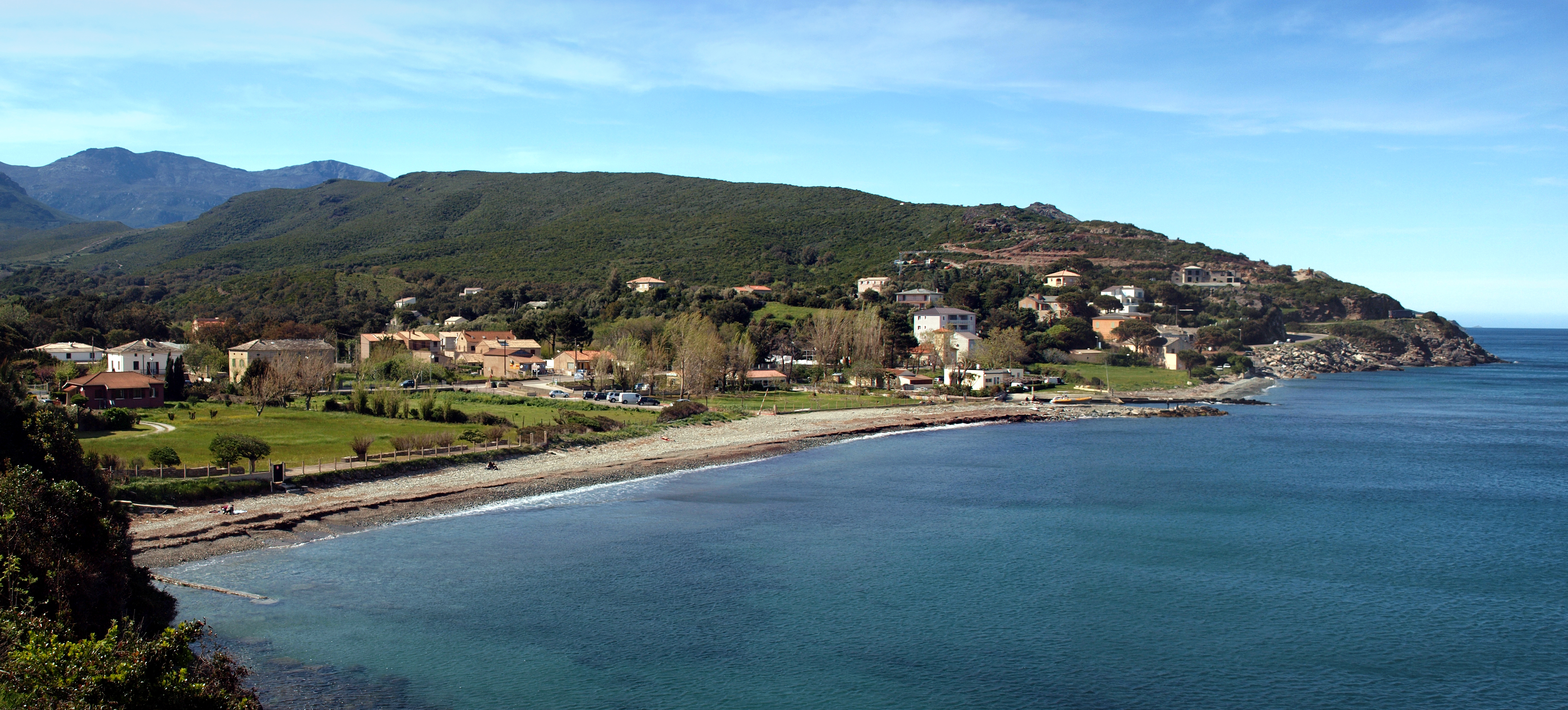
La marine de Sisco au sud de l'embouchure du ruisseau de Sisco

La marine de Sisco est au sud de l'embouchure du Sisco.